# 용혈
용혈(溶血, 영어: hemolysis)은 적혈구가 파괴되어 내용물(세포질)이 주변 액체(예: 혈장) 안으로 용해되는 것을 말한다. 용혈 작용(溶血作用) 또는 용혈 반응(溶血反應)이라고도 한다. 인체 안팎으로 발생할 수 있다.

## 체내 용혈

### 기생 용혈 반응
말라리아원충이 적혈구를 손상시킨다.

### 용혈성 위기
용혈성 위기는 적혈구 파괴 속도가 빨라져서 빈혈, 황달, 망적혈구 증가로 이어진다는 특징이 있다.

## 체외 용혈

### 표본집

연쇄상구균 유래의 용혈

체외 용혈의 대부분은 표본집과 관련되어 있다.

### 수술중 출혈혈액 회수
일부 수술 과정(특히 일부 심장 수술)에서 상당한 혈액 손실이 예상된다면 수술중 출혈혈액 회수법을 위한 기계가 사용된다.

## 같이 보기
- 포도당-6-인산탈수소효소결핍증